# Aimar de Maugiron
Aimar de Maugiron, mort à Paris le 28 avril 1564, est un prélat français  du XVIe siècle .

## Biographie
Aimar de Maugiron est le fils de Gui, seigneur de Maugiron, lieutenant du roi au gouvernement de Dauphiné, et d'Ozanne de l'Hermite, dame de Moulins-sur-Charente, et le frère de Laurent de Maugiron.
En 1528 Aimar de Maugiron remplace comme doyen de l'église métropolitaine de Vienne, Pierre Palmier, élevé à l'archevêché de cette ville. L'évêché de Glandèves lui est donné en 1548. Il est aussi abbé commendataire de l'abbaye de Montmajour. Maugiron se trouve, comme député du clergé du Dauphiné, à l'assemblée des grands du royaume, tenue en  janvier 1557.